# 科莱科
科莱科工业公司（Coleco Industries, Inc.），简称科莱科，也译作“科尔克”，是美國一间已關閉的公司，由莫里斯·格林博格於1932年建立，當時名為The Connecticut Leather Company。1980年代，它在玩具業取得巨大成功，產品包括批量生產的Cabbage Patch Kids玩偶，以及電子遊戲機Coleco Telstar和ColecoVision。
科莱科工业公司于1988年破產關閉，2005年，“科莱科”品牌重新啟用並使用至今。